# Morunasaurus annularis
Morunasaurus annularis là một loài thằn lằn trong họ Hoplocercidae. Loài này được O'Shaughnessy mô tả khoa học đầu tiên năm 1881.